# Asociación de Intérpretes de Conferencia de España
La Asociación de Intérpretes de Conferencia de España (AICE) es una organización profesional de intérpretes de conferencias sin ánimo de lucro con presencia en las principales ciudades de España. La misión de AICE es garantizar las condiciones de trabajo de la interpretación de conferencias para ofrecer un servicio profesional excelente en eventos internacionales, presenciales, híbridos y digitales.

## Resumen
La Asociación de Intérpretes de Conferencia de España fue fundada en 1968 y reúne a más de 100 de los principales intérpretes de conferencias de España.
Los intérpretes de AICE se adhieren al Sello de Compromiso Profesional de AICE , que avala tanto su código deontológico como sus prácticas profesionales, así como el compromiso con la sostenibilidad ambiental, social y de gobernanza de los miembros de la asociación.
En julio de 2022, a raíz de las críticas a la traducción durante el discurso en el congreso del presidente ucraniano Volodymyr Zelenskila Asociación de Intérpretes de Conferencia de España (AICE) puso de manifiesto que para garantizar la calidad de las comunicaciones internacionales de alto nivel, es necesario contar con intérpretes de conferencias profesionales y trabajando en equipos de dos personas. 
En enero de 2023 la asociación constató que el Ministerio de Defensa había otorgado un servicio de interpretación para el entrenamiento militar ucraniano en España sin requerir la formación necesaria y recomendó públicamente que en dichos contratos se debe garantizar la cualificación y formación de los profesionales.
AICE actualiza la preparación y el desarrollo profesional de sus miembros a través de su programa de formación y de sesiones monográficas para intérpretes en especialidades como medicina, odontología, veterinaria, ciencias, derecho, economía, energía y TIC. La asociación colabora con la Red Vértice, la Asociación Nacional de Empresas de Traducción e Interpretación y con el Comité Técnico de Normalización 174-Servicios de Traducción e Interpretación de UNE.